# Bernat Noguera i Sala
Bernat Noguera i Sala (Vic, 20 de març del 1894 – Barcelona, 13 de setembre del 1929) fou un sacerdot escolapi, mestre i arqueòleg català.

## Biografia
Orfe de pare, la seva mare l'envià intern a l'Escola Pia Santa Anna de Mataró. Demanà entrar a aquest orde i vestí la sotana escolàpia el 8 de novembre de 1908. Acabat el noviciat, professà el 21 d'agost de 1910. Començà els estudis eclesiàstics a Iratxe, però emmalaltí i passà una temporada en un sanatori. Residí en els col·legis escolapis de Morella i Balaguer alternant els estudis eclesiàstics en privat amb la docència. El 1916 arribà a Tàrrega, el 1922 tornà a Balaguer per un any i després d'estar uns mesos a Calella, a principis de 1923 fou enviat al col·legi de Sant Antoni de Barcelona. Ensenyà els primers graus de primària, comerç, classes nocturnes per obrers i batxillerat. Es feia entendre fàcilment pels alumnes i tenia una veu agradable: es feia escoltar. La seva especialitat foren les ciències naturals; quan els alumnes de Tàrrega anaven a examinar-se a l'Institut de Batxillerat de Lleida, els catedràtics quedaven admirats de la precisió científica d'aquells nois de poc més de deu anys.
El pare Bernat s'arribava les tardes dels dijous i dels diumenges amb un grupet d'alumnes al Castell del Mor, al Tossal Redó o a altres indrets dels voltants i feien investigacions arqueològiques. Amb les troballes iniciaren el museu targarí. A les nits el pare Noguera amb l'ajuda del pare Josep Franquesa netejava les restes trobades. Les enviava a l'Institut d'Estudis Catalans perquè les classifiquessin i quan les rebia les col·locava en el museu. Aquest museu va romandre a l'escola fins al 1933, any en què va ser traslladat al Modern Liceu, ja que allí s'hi impartia el batxillerat. Després de 1939 tot aquest material arqueològic passà a l'Ajuntament. El pare Noguera es convertí en un especialista en les ciències naturals i arqueologia dintre dels escolapis. Era consultat pels companys i el 1923 els superiors l'enviaren a l'Escola Pia de Sant Antoni amb la intenció que hi fundés un centre de ciències naturals amb un museu que servís per a totes les altres escoles. Quan el 1926 el govern publicà la reforma del batxillerat segons el Pla Callejo, el pare Bernat va ser cridat pels superiors per orientar els col·legis escolapis en el que afectava les ciències naturals: el Pla dividia el batxillerat en elemental i superior, i aquest en lletres i ciències. La importància de les ciències era, doncs, notable i calia repensar què es feia en cada lloc. De la tasca investigadora a Tàrrega en donaren compte els pares Noguera i Franquesa en una revista escolar que iniciaren "L'Arqueta" (1922). A més dels dos religiosos que hi signen amb pseudònims —el del pare Bernat és Giomar d'Ausà—, hi publiquen els alumnes
Aquesta publicació era al mateix temps el portaveu del Pomells de Joventut que els dos escolapis esmentats promogueren a Tàrrega entre els alumnes de l'escola.

## Obres
- Catalogus religiosorum Scholarum Piarum Hispaniae et Ultra Maria qui pie in Domino obierunt anno 1929. Barcelona: Imp. Sant Antoni Abat, 1930. Número XVIII, pàg. 51-54.
- Bernat NOGUERA I SALA. Vida Sant Bernat Calvó. Dibuixos: Joan JUNCEDA. Barcelona: Foment de Pietat Catalana, s/d.
- Magí BALLBÈ I MANYÀ: Llegendes. Pròleg: Bernat NOGUERA I SALA. Mataró Imp. H. Abadal, 1926.
- Bernat NOGUERA I SALA Molar de Dinotherium, en "Almanaque Calasancio" para 1924. Barcelona, Publicaciones Calasancias, 1924.
- Bernat NOGUERA I SALA Nostres models: Sant Bernat Calvó, abat de Santes Creus i bisbe de Vic, en "La Veu de l'Àngel de la Guarda", XIII (Barcelona febrer 1921), núm. 146; pàg. 41-51; (abril 1921), núm. 148; pàg. 108-116.
- Bernat NOGUERA I SALA Notes sobre Glozel, en "La Academia Calasancia" (Barcelona abril 1928), núm. 821, pàg. 140-142.
- Bernat NOGUERA I SALA La ceràmica en la Prehistoria, en "La Academia Calasancia" (Barcelona juny 1928), núm. 823; pàg. 232-234; (juliol 1928), núm. 824; pàg. 266-268; (octubre 1928), núm. 827; pàg. 401-403.